# ダマスカス (競走馬)
ダマスカス（ダマスクスとも、Damascus、1964年4月14日 - 1995年8月8日）はアメリカの競走馬。1967年のプリークネスステークス、ベルモントステークスの二冠馬。

## 競走馬時代
特に1967年のウッドワードステークスが有名で、強豪バックパサーとドクターフェイガーを10馬身もちぎり捨てる圧勝劇を見せた。

1966年
- レムゼンステークス

1967年
- ベルモントステークス
- プリークネスステークス
- トラヴァーズステークス
- ジョッキークラブゴールドカップステークス
- ウッドメモリアルステークス
- レナードリチャーズステークス
- アメリカンダービー
- ウッドワードステークス
- ドゥワイアハンディキャップ
- ベイショアステークス
- アケダクトステークス
- ケンタッキーダービー　3着
- ワシントンDC国際(芝)　2着
- ウイリアムデュポンJr. ハンディキャップ　2着
- ゴーサムステークス　2着

1968年
- ブルックリンハンディキャップ
- ウイリアムデュポンJr.ハンディキャップ
- サンフェルナンドステークス
- マリブステークス
- アケダクトステークス
- チャールズ・H・ストラブステークス　2着
- ウッドワードステークス　2着
- サバーバンハンデキャップ　3着
- エイモリー・L・ハスケルハンディキャップ（英語版）　3着
- ミシガンマイルハンデキャップ　2着

## 種牡馬成績
競走馬引退後はケンタッキーのアーサー・ハンコック・ジュニアのクレイボーンファームで種牡馬入りし、功労馬となる1989年までに71頭のステークスウィナーを輩出し、クラシックホースこそ出せなかったが種牡馬として成功した。

母の父としても優秀であり、日本では直系子孫をダマスカス系と呼び、エイシンワシントン（1996年CBC賞など）やキャプテンスティーヴ（2001年ドバイワールドカップなど）が有名である。

1995年8月8日に31歳で亡くなり、クレイボーンファームに埋葬された。
主な産駒
- Desert Wine (USA,1980,鹿毛) - 1984 ハリウッドゴールドカップステークス
- ジヤツジヤー (USA,1971,鹿毛)- 1974 フロリダダービー
- Gold and Myrrh (USA,1971,黒鹿毛) - 1975 メトロポリタンハンデキャップ
- Time for a Change (USA,1981,栗毛) - 1984 フラミンゴステークス
- Highland Blade (USA,1978,黒鹿毛)	 - 1983 ブルックリンハンデキャップ
- Private Account (USA,1976,鹿毛) - 1980 ガルフストリームパークＨ
- オジジアン (USA,1983,鹿毛) - 1986 ジェロームハンデキャップ
- Eastern Echo (USA,1988,鹿毛) - 1990  米フューチュリティステークス
- Soy Numero Uno (USA,1973,鹿毛) - 1975 米フューチュリティステークス
- Crusader Sword (USA,1985,鹿毛) - 1987 米ホープフルステークス
- Pacific Princess (USA,1973,鹿毛) - 1976 デラウェアオークス
- ラバージヨン (USA,1971, 栗毛) - 1973 アーリントン＝ワシントンフュチュリティステークス（英語版）

母の父として
- Shadeed (USA,1982,鹿毛,Nijinsky) - 1985 2000ギニー
- Desert Stormer (USA,1990,鹿毛,Storm Ca) - 1995 BCスプリント
- コロナドズクエスト (USA,1995,栗毛,フォーティナイナー) - 1998 トラヴァーズステークス
- Marlin (USA,1993,鹿毛,Sword Dance) - 1997 アーリントンミリオンステークス
- Splendid Spruce (USA,1978,鹿毛,Big Spruce) - 1981 サンタアニタダービー
- Kudos (USA,1997,鹿毛,Kris S.) - 2002 オークローンハンデキャップ
- Ghazi (USA,1989,鹿毛,ポリッシュネイビー)	 - 1992 セクレタリアトステークス
- Super Abound (USA,1987,黒鹿毛,Superbity)	 - 1990 セクレタリアトステークス
- Chilukki (USA,1997,鹿毛,Cherokee Run)	 - 1999 デルマーデビュータントステークス
- Secret Savings (USA,1991,鹿毛,Seeking the Gold) - 1997 ドンカスターハンデキャップ
- Capades (USA,1986,栗毛,Overskate) - 1988 米セリマステークス
- Minstrel's Lassie (USA,1985,栗毛,The Minstrel) - 1987 米国 セリマステークス
- Officer's Ball (USA,1981,鹿毛,Faraway Son)	 - 1983 米 ソロリティステークス
- フオーワンスンマイライフ (USA,1980,黒鹿毛,Key to the Kingdom) - 1982 アーリントンワシントンラッシーステークス

## 血統表
| ダマスカスの血統          | ダマスカスの血統                                      | ダマスカスの血統                                      | （血統表の出典）                                      | （血統表の出典） |
| 父系                      | テディ系                                              | テディ系                                              | テディ系                                              | [ § 2 ]          |
| 父 Sword Dancer 1956 栗毛 | 父の父Sunglow 1947 栗毛                               | Sun Again                                             | Sun Teddy                                             | Sun Teddy        |
| 父 Sword Dancer 1956 栗毛 | 父の父Sunglow 1947 栗毛                               | Sun Again                                             | Hug Again                                             |                  |
| 父 Sword Dancer 1956 栗毛 | 父の父Sunglow 1947 栗毛                               | Rosern                                                | Mad Hatter                                            | Mad Hatter       |
| 父 Sword Dancer 1956 栗毛 | 父の父Sunglow 1947 栗毛                               | Rosern                                                | Rosedrop                                              |                  |
| 父 Sword Dancer 1956 栗毛 | 父の母Highland Fling 1950 黒鹿毛                      | By Jimminy                                            | Pharamond                                             | Pharamond        |
| 父 Sword Dancer 1956 栗毛 | 父の母Highland Fling 1950 黒鹿毛                      | By Jimminy                                            | Buginarug                                             |                  |
| 父 Sword Dancer 1956 栗毛 | 父の母Highland Fling 1950 黒鹿毛                      | Swing Time                                            | Royal Minstrel                                        | Royal Minstrel   |
| 父 Sword Dancer 1956 栗毛 | 父の母Highland Fling 1950 黒鹿毛                      | Swing Time                                            | Speed Boat                                            |                  |
| 母 Kerala 1958 鹿毛       | 母の父My Babu 1945 鹿毛                               | Djebel                                                | Tourbillon                                            | Tourbillon       |
| 母 Kerala 1958 鹿毛       | 母の父My Babu 1945 鹿毛                               | Djebel                                                | Loika                                                 |                  |
| 母 Kerala 1958 鹿毛       | 母の父My Babu 1945 鹿毛                               | Perfume                                               | Badruddin                                             | Badruddin        |
| 母 Kerala 1958 鹿毛       | 母の父My Babu 1945 鹿毛                               | Perfume                                               | Lavendula                                             |                  |
| 母 Kerala 1958 鹿毛       | 母の母Blade of Time 1938 黒鹿毛                       | Sickle                                                | Phalaris                                              | Phalaris         |
| 母 Kerala 1958 鹿毛       | 母の母Blade of Time 1938 黒鹿毛                       | Sickle                                                | Selene                                                |                  |
| 母 Kerala 1958 鹿毛       | 母の母Blade of Time 1938 黒鹿毛                       | Bar Nothing                                           | Blue Larkspur                                         | Blue Larkspur    |
| 母 Kerala 1958 鹿毛       | 母の母Blade of Time 1938 黒鹿毛                       | Bar Nothing                                           | Beaming Beauty                                        |                  |
| 母系(F-No.)               | (FN:8-h)                                              | (FN:8-h)                                              | (FN:8-h)                                              | [ § 3 ]          |
| 5代内の近親交配           | Pharamond・Sickle 4×3=18.75%、Blue Larkspur 5×4=9.38% | Pharamond・Sickle 4×3=18.75%、Blue Larkspur 5×4=9.38% | Pharamond・Sickle 4×3=18.75%、Blue Larkspur 5×4=9.38% | [ § 4 ]          |
| 出典                      | 1. 2. 3. 4.                                           | 1. 2. 3. 4.                                           | 1. 2. 3. 4.                                           | 1. 2. 3. 4.      |